# Joseph von Verona

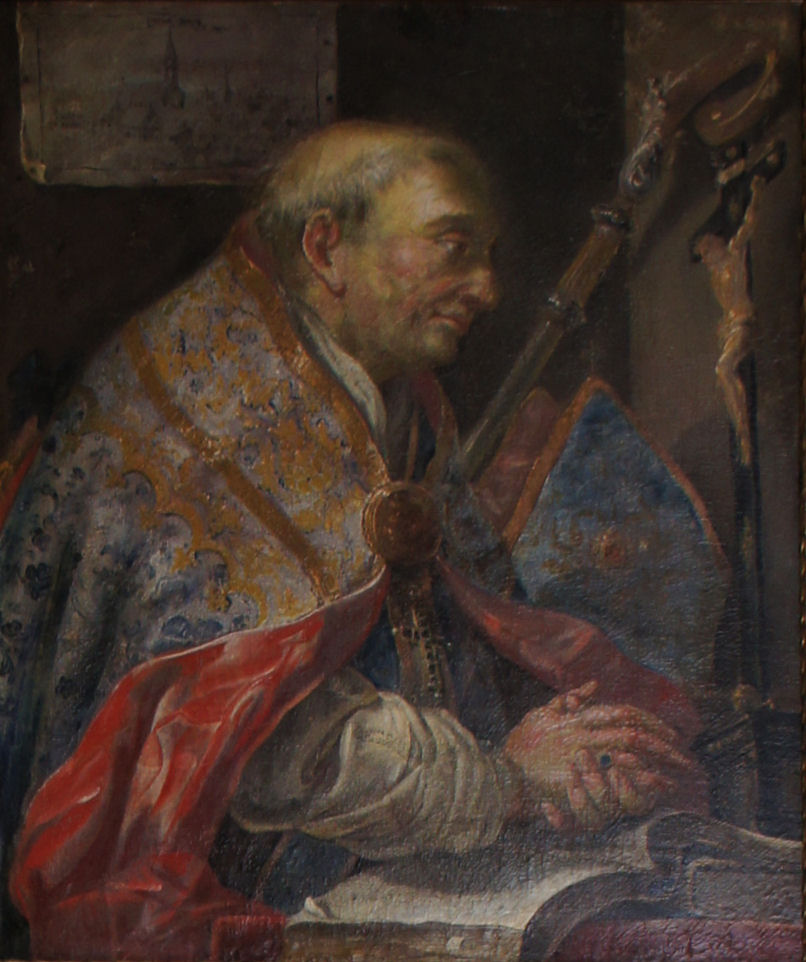
Joseph von Verona auf einem Gemälde im Fürstengang (Freising)

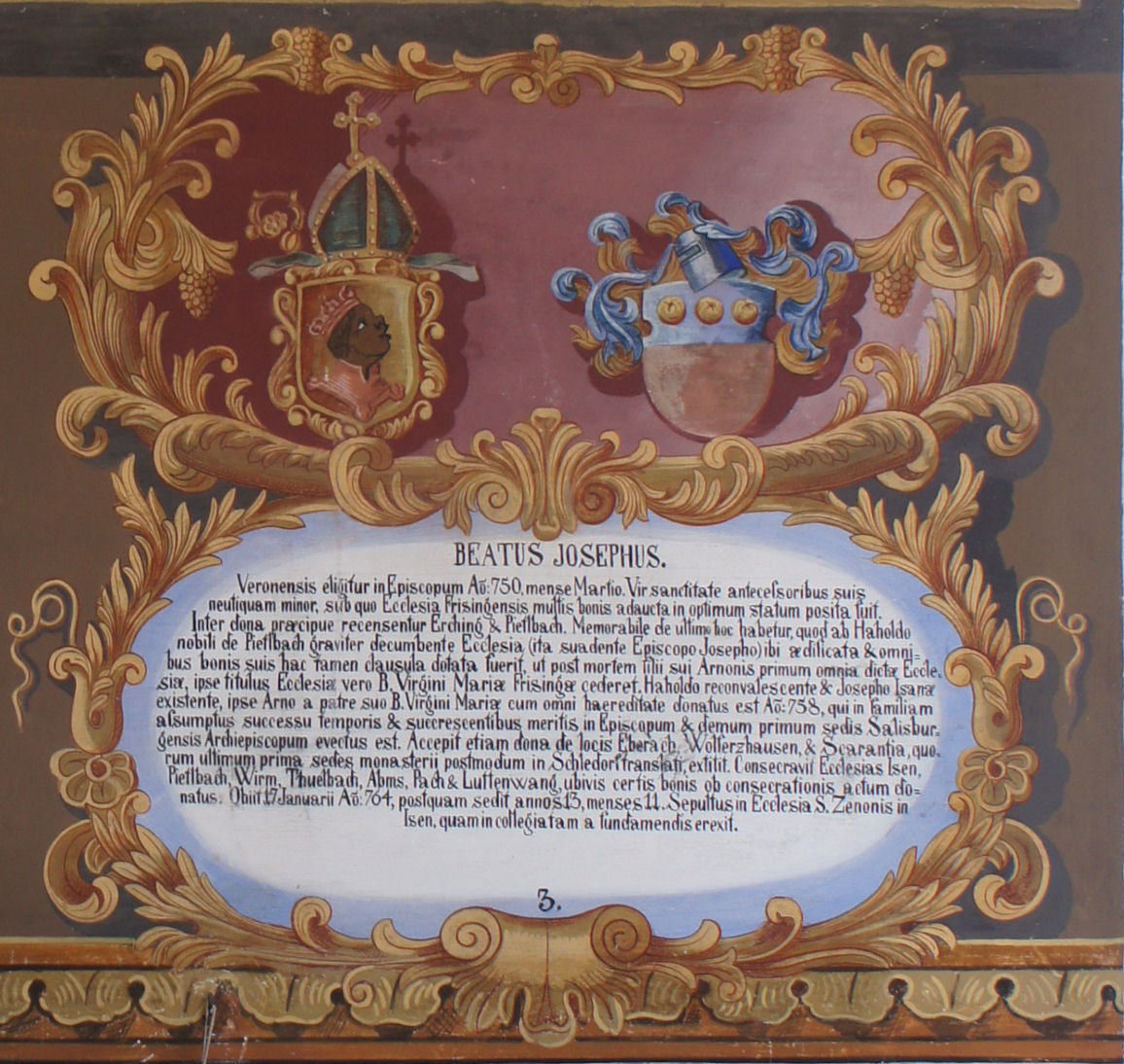
Wappentafel von Joseph von Verona im Fürstengang Freising

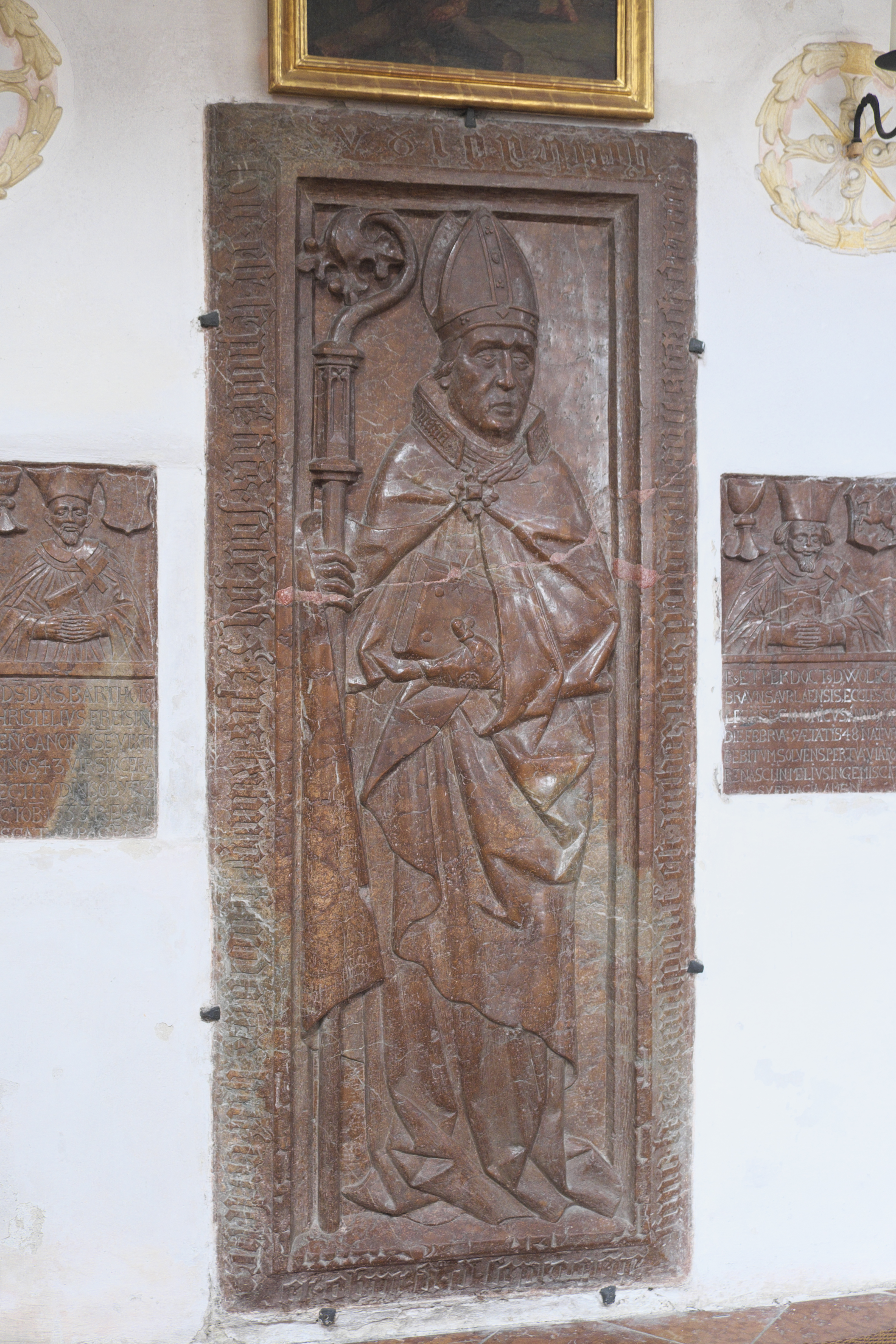
Grabplatte in der Klosterkirche St. Zeno in Isen

Joseph von Verona oder Joseph von Freising († 764) war von 747/748 bis 764 der dritte Bischof von Freising. 

## Leben
Der aus Oberitalien stammende Joseph von Verona war wohl Mönch in dem von Bonifatius oder Korbinian gegründeten Domkloster Freising. Er wurde 747/748 Bischof von Freising und war Gründer des Kollegiatstifts in Isen. Er gründete nach 760 die Konvente von Schäftlarn und Scharnitz. Joseph von Verona wurde in der Kirche des Klosters in Isen bestattet.